# 動物行動学
動物行動学（どうぶつこうどうがく、英: ethology）は、生物の行動を研究する生物学の一分野。日本では伝統的に動物行動学と訳されているが、原語のエソロジーはギリシャ語の ethos（エートス：特徴、気質）に由来し、特に動物に限定するニュアンスがない。そのため行動生物学（主に医学領域）または単に行動学とも呼ばれるほか、時に比較行動学の訳語が当てられたり、訳語の混乱を嫌って欧名のままエソロジーと呼ぶ場合もある。英語ではエソロジーの説明として動物行動学(study of animal behavioral patterns)としている。
人間の行動を社会科学的に研究する行動科学とは、関連性はあるものの別の学問である（behavioristics も「行動学」と訳されるが、ここで言う行動学（ethology）とは別のものである）。ただし、動物行動学の方法論をヒト研究に応用した「人間行動学」（英: human ethology）という分野もある。

## 動物行動学の歴史
近代以降、動物の行動を詳細に観察し、記述した最初の一人はフランスのファーブル（1823年 - 1915年）で、彼は昆虫の生態や行動をつぶさに観察した成果を『昆虫記』としてまとめ、1878年の第1巻から1907年の第10巻まで出版した。 
同時期にイギリスでは、ダーウィンがオランウータンを観察し、その振る舞いが人間とわずかにしか異ならないことに注目し、ダーウィンの視点と進化の概念の影響を受けたジョージ・ロマネスは比較心理学と呼ばれる一派を創設し、人と動物の心理の差は性質ではなく量的な違いであると主張した。
初期のエソロジストには鳥類の求愛行動を観察したジュリアン・ハクスリーや刷り込み現象の先駆的な研究を行ったオスカー・ハインロート、鳥類学者ウィリアム・ソープ、昆虫学者ウィリアム・モートン・ホイーラー、霊長類学者ロバート・ヤーキースなどが含まれる。
20世紀にはアメリカで心理学者のジェイムズとウィリアム・マクドゥーガルの生得論とワトソンの行動主義が鋭く対立した。この対立は、アメリカを訪れたローレンツ、ティンバーゲンそれぞれに影響を与えた。2人は自分の研究がマクドゥーガルに近いと考えた。重要な一歩は信号刺激の発見であった。信号刺激とそれに対する反応は種普遍的で（つまり種の多くの個体に影響し）、種特異的（他の種には見られない）であり、行動の生得性を示唆する。

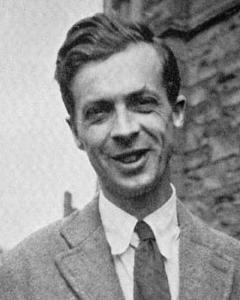
ジュリアン・ハクスリー
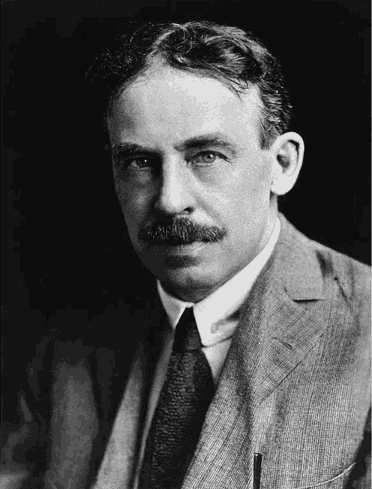
ウィリアム・モートン・ホイーラー
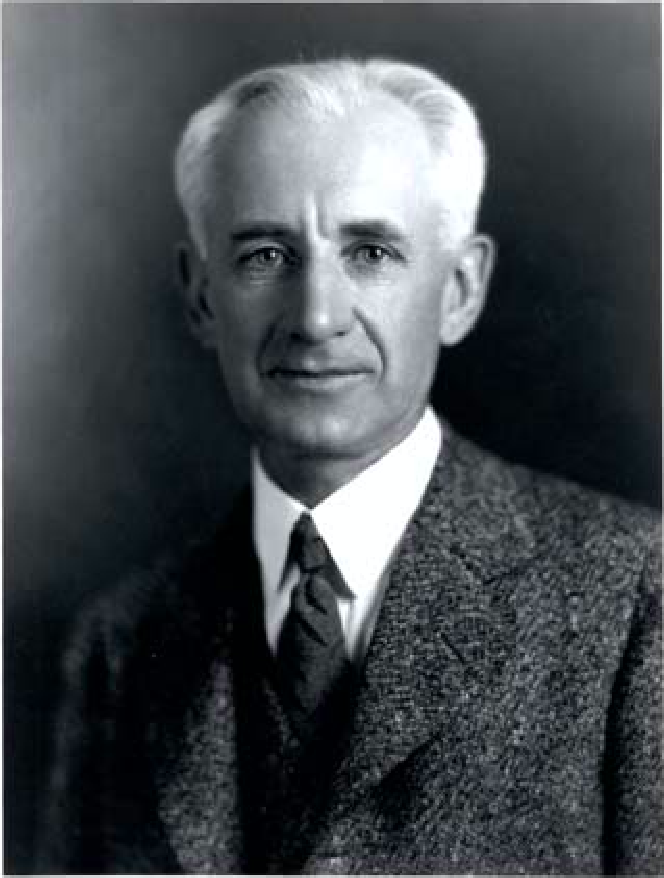
ロバート・ヤーキース
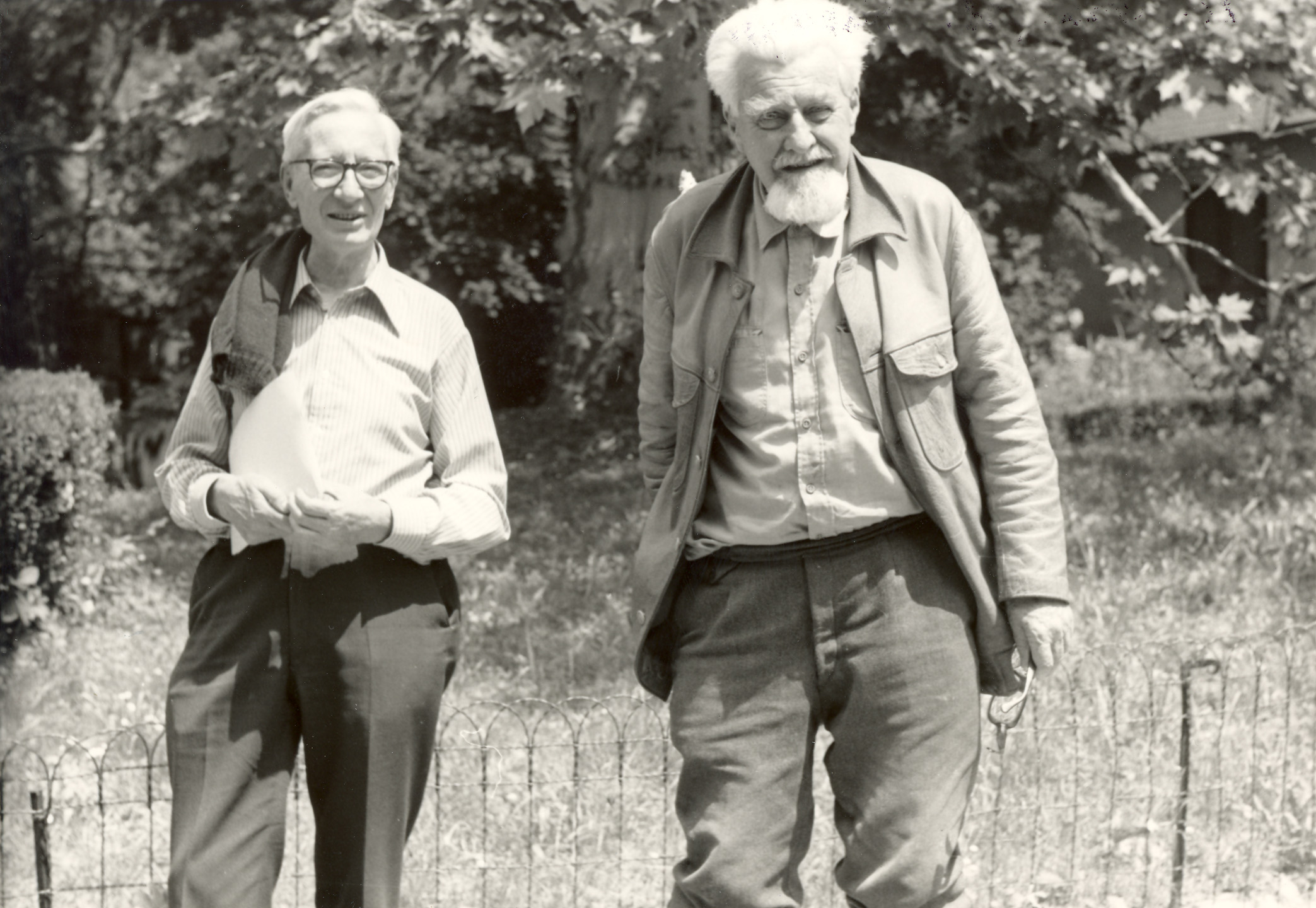
ニコ・ティンバーゲン（左）とコンラート・ローレンツ（右）

### インプリンティングの発見

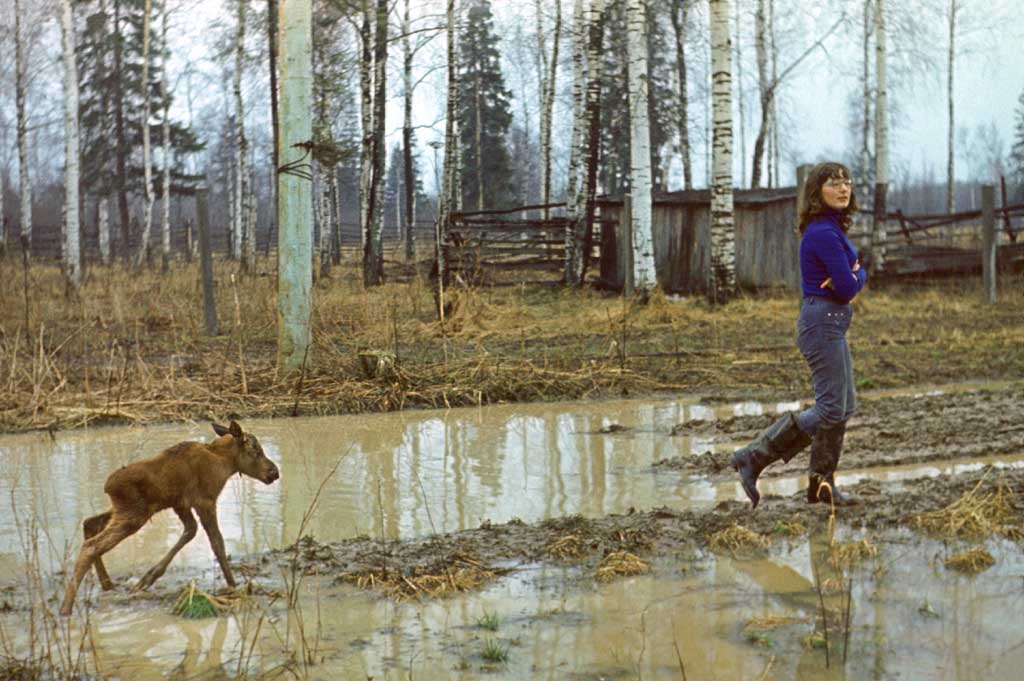
ヘラジカの刷り込み実験

もう一つの発見は刷り込み(インプリンティング)である。この発見はマクドゥーガルの視点ともワトソンの視点とも矛盾し、行動が学習と生得性の一方で説明できないことを示す、とローレンツは考えた。ドイツ語圏の研究者がその研究の初期から進化と系統発生に注目していたのに対して、アメリカの研究者はより強く学習と個体発生に注目した。ワトソン、ソーンダイクの影響を受けたスキナーは行動主義を徹底し、この視点は心理学に強い影響を与えた。
イギリスではラック、エルトンら博物学の流れを汲む研究者が生態学の視点から動物行動を研究していた。おもにティンバーゲンの移住によってドイツ語圏の研究はイギリスに持ち込まれた。彼らの研究は動物の行動を生物学的適応と見なす点で共通しており、行動生態学（いわゆるイギリス流社会生物学）の発展の基盤となった。

## 行動の分類

### 動物行動学における行動
外界からの刺激や、内からの指示によって、動物が体のある部分で何らかの変化を起こすことである。これは単なる反応ではあるが、それが成長のような形を取らないもので、それらが一連の組み合わせで、結果としてその動物の生活に一定の役割を果たす場合に、行動という。一般に、動物は“動く物”であるので、その反応には移動を伴うが、必ずしも移動しなければ行動とは呼ばないわけではない。広い意味では体色変化や発光も行動の一部である。
行動には、一定の機能（目的）が存在する（これは必ずしもそれを動物が認識していることを意味しない）。だから単純な反応であっても、機能があれば行動と呼び得る。たとえば人間のあくびは生理的な反応だが、講演者に横槍を入れるためにわざと大きくあくびをするのは行動である。行動は、その目的によって分類することも出来る。たとえば繁殖行動、探索行動などという呼び方をする。研究の目的によって、行動を分類するカテゴリーは異なる。特に反射を行動に入れるかどうかは場合によって異なる。反射を行動に入れるかどうかは場合によって異なる。なお、ここでの反射は大脳に興奮が伝達しないという神経学的な狭義の反射ではない。一般的に動物行動学においては反射を意識せずして起こる単純な反応だとして行動に含めないが、行動生態学においては反射を行動に含めることもある。実験心理学における無条件反射は多くの場合、行動といえる。

### 反射と走性

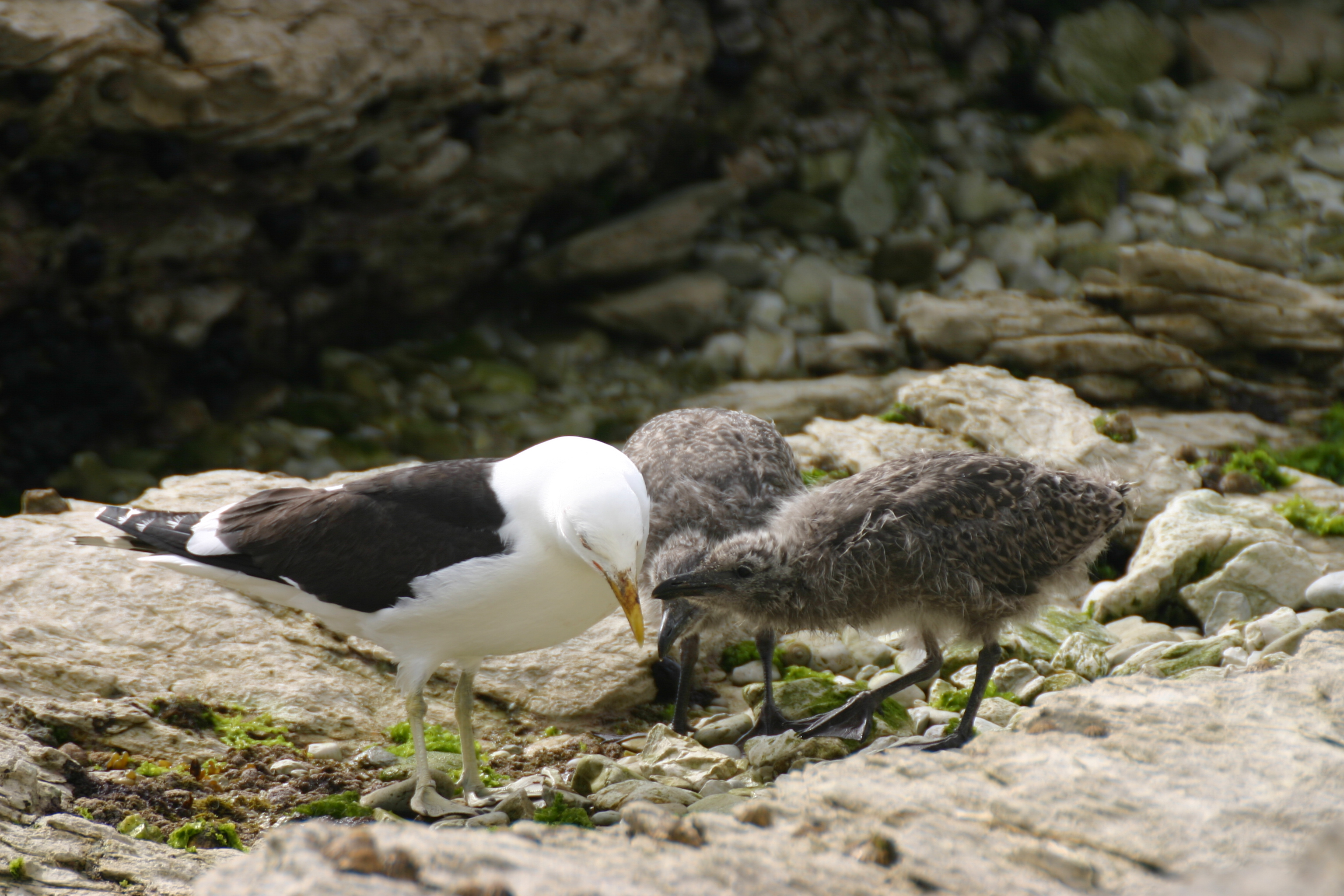
カモメの雛が母鳥のくちばしにある赤い斑点をつつくのは、反射的に食物を吐き出すのを刺激するためである

刺激に対する反応が単純な動きである場合、動物行動学ではそれを反射と呼ぶ。なお、ここでの反射は実験心理学や神経学の反射とは異なる概念である。また、定位行動は定位した生物が一定距離を移動して目標地点に到達するためにおこす行動のことをいう。定位行動のうち、刺激の方向と一定の関係をもつものを走性という。定位行動及び走性は生得的行動の一つである。反射は個体全体としての行動ではなく、個体の一部分が示す比較的単純で定型的かつ無意識な行動を指すため、走性とは異なる。反射や走性はもっとも単純なタイプの行動である。生活史の中で特定の時期に働いて、重要な行動の要素となる。たとえば、サケが生まれた川に戻るのは、川の水に含まれる成分への走化性が働くためと見られる。あるいは、マダニは地表で卵から生まれ、草をよじ登って葉の先の裏側に落ち着く。これは、負の走地性と負の走光性が働くからだが、大型動物が接近すると、吐く息に含まれる二酸化炭素を感知し、途端にその方向の葉の表側に移動する。これは二酸化炭素に対する正の走化性が働き、同時に負の走光性が正の走光性に変わるのではないかとも言われる。広く考えれば、植物の場合も環境に対して一定の反応をする。例えばアブラムシの食害に対して捕食者を呼び寄せる化学物質を分泌する植物が知られている。これは動物行動学では反射と見なされる反応だが、行動生態学では行動の一種として扱う。

### 生得性と習得性
動物行動学においては行動が、生得的なものであるのか、後天的なものであるのかで分け、それぞれにそれを支えるしくみを解明する。生得的行動（生得的な行動）は生化学反応や固定的な神経回路にもとづく行動のことである。学習を伴わず、同種間で共有する行動であり、遺伝的に定まっていることが多い。生まれつき、生活史の特定の段階で、そのようなさまざまな生得的行動が系統立ち複雑に関与して一つの合目的的行動として現れた行動を本能行動と呼ぶ。昆虫などでよく発達したものが見られる。習得的行動（習得的な行動）はその種にもとから備わっていはいない行動のことであり、学習を伴う。よく動物実験で行われるものに、簡単な迷路を使って、目的地にたどり着く道筋を覚えさせる、というのがある。脊椎動物であれば、何度かの失敗の後、目的地にたどり着けば、それを繰り返すうちに、次第に失敗の数が減り、やがて一気に目的地にたどり着けるようになる。つまり道筋を学習したわけである。これは学習の典型的なものの一つで、試行錯誤学習などとも言われる。また、高度な学習を伴い獲得する行動は学習行動と呼ばれる。
コンラート・ローレンツが発見した刷り込みは、当初は本能行動に分類されていた。しかし親を追従する行動は本能的ではあっても、どの物体を親と認識するかは学習による。発達生物学者と初期の動物行動学者の間で行われた議論は「生得性」の意義を問い直した。学習と学習の生得的基盤の相互作用の解明も動物行動学の範囲で行われる。さらに経験やそれに基づいての推察、予測などの判断で行動したと見られる場合、これを知能による行動と見るが、判断は難しい。

### 社会行動
ほかの個体の現在または将来に影響を与える行動を社会行動と呼ぶ。社会行動には、行動者の絶対適応度（生存と繁殖の機会）を増大させ、他個体の適応度を減少させる利己的行動、行動者の適応度を減少させ、他の個体の適応度を増加させる利他的行動、二個体の適応度をともに増大させる協力行動、行動者が自らの適応度を減少させ、他個体の適応度を減少させる報復行動（いじわる行動）などが存在する。

### その他の分類
攻撃行動、繁殖行動、求愛行動、威嚇行動、縄張り行動、採餌行動などの機能による分類がある。その他にも意図運動、転位行動、転嫁行動など行動に応じて様々に分類がなされ、研究されている。

## 動物行動学の展開

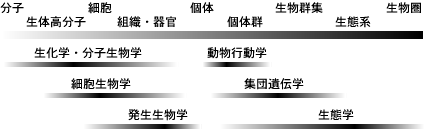
生物学的階層性と学問の範囲

動物行動学は大まかに二つに方向に分けることができる。一つは行動の至近要因（行動の社会的、生理的、神経学的要因）を扱う分野であり、もう一つは行動の究極要因（進化）を扱う分野である。至近的な分野には分子生物学や遺伝学的な手法を用いてモデル生物に対する実験を行う行動遺伝学（動物行動遺伝学）、神経行動学なども含む。一般的には狭義の野外で野生の状態を観察する生態学的な研究や、研究室内でラットやチンパンジーなどを用いる研究を指す。野外では哺乳類や鳥類、社会性昆虫などを対象とすることが多い。
様々な行動を比較するとき、その目的によって分ける考え方はわかりやすい。たとえば餌を食べるための摂食行動、繁殖のための繁殖行動といった具合である。また、繁殖行動は、さらに配偶者を求める配偶行動や卵を産むための産卵行動や子育てのためのといった細分化が可能である。特に生殖に直結する繁殖行動は注目されることが多い。しかし、動物自体が目的を意識しているかどうかはわからない。そのようなものを科学の対象としては据えられないから、動物の行動を研究対象とするには、違う方向からの切り込みが行われることが多い。

### 行動生態学
行動生態学および社会生物学は動物行動の究極要因、進化を扱う分野である。この分野を動物行動学の一分科とするか、独立した分野として扱うかには議論があるが、非常に密接した関係にあるのは確かである。行動生態学では多くの行動は遺伝的な基盤を持ち、同時に学習の影響も受けると仮定しているために、本能行動と学習行動を区別しないことも多い。
行動生態学の中心的な手法は至近要因分野と同様に観察、実験の他、ある社会行動がどのようなときに進化的に安定な戦略となるかの数理モデル作りも含まれる。行動生態学は主に動物を扱うが、植物や菌類なども研究対象である。また体色の変化や生活史など「狭義の行動」以外も研究対象となる。
行動生態学では特定の状況で取りうる複雑な行動が単一ではなく複数あるとき（例えば大きな敵と出会ったときに、逃げるか闘争するか）、その行動の選択肢を戦略と呼ぶ。また戦略の語は複数の行動が組み合わさった複雑な行動パターン（例えば求愛から繁殖、子育てまでをあわせて繁殖戦略と呼ぶなど）を指す場合にも用いられる。

## 心理学（精神医学）との融合

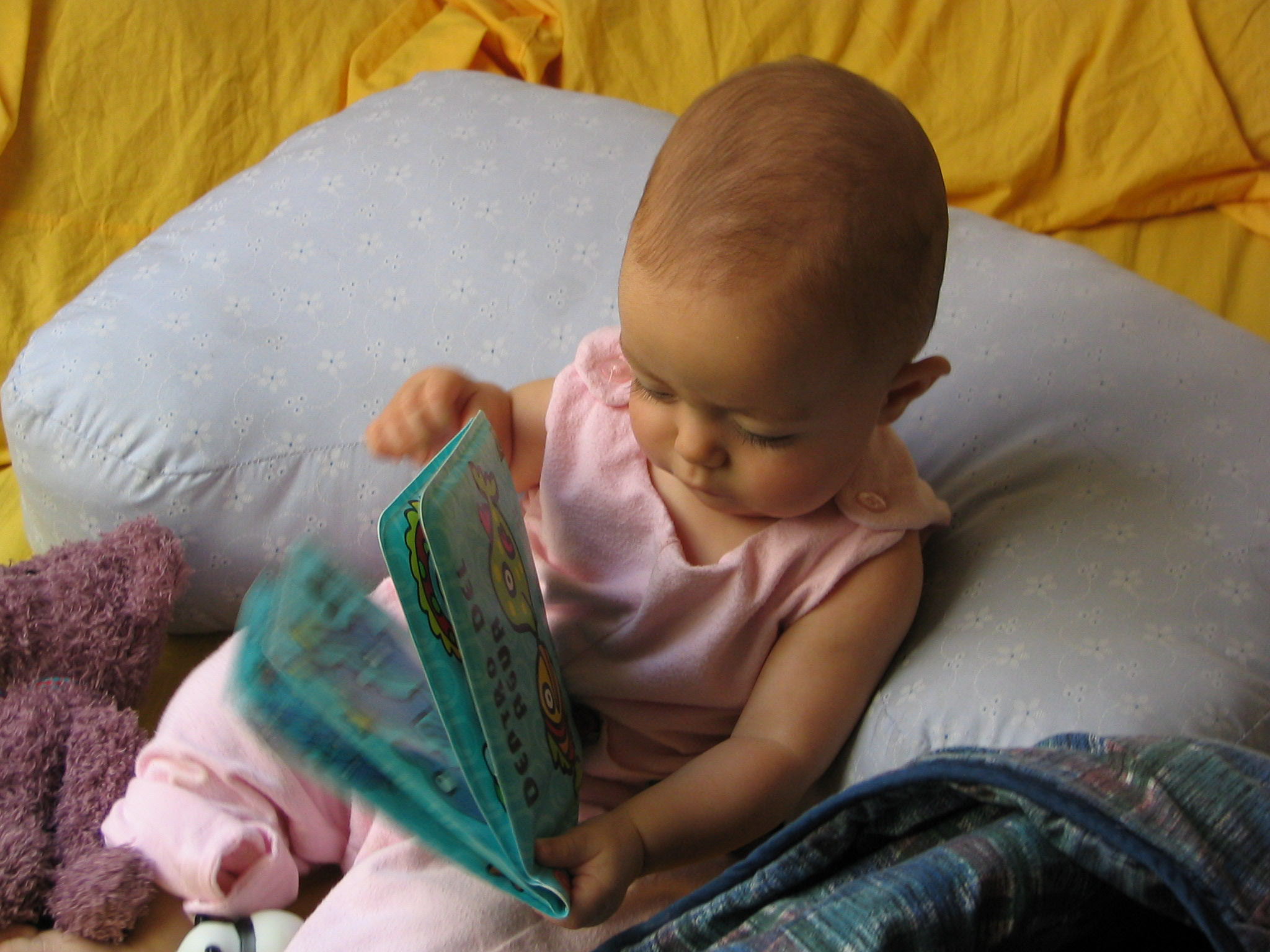
エソロジーの知見は心理学に取り入れられ、人間理解に大きく貢献している

精神分析家であり児童精神医学者でもあるジョン・ボウルビィは、幼児と母親の関係において動物行動学的知見が有用であることに気づき、ニコ・ティンバーゲン、コンラッド・ローレンツ、ロバート・ハインドらと交流を深めた。WHOの精神保健コンサルタントでもあったボウルビィは、人間の『愛着（アタッチメント）』に注目し、子どもの心の発達には養育者との愛情ある母性的関わりが必要であることを『Maternal Care and Mental Health（1951）』において発表し、母性的養育の剥奪は子どもに精神的な問題や少年非行などの深刻な影響を与えることを報告した。それまでジークムント・フロイトによって説明されてきた欲動理論とは異なり、1969年から発表された『Attachment and loss』三部作において、乳幼児は世界を探索するための『安全基地（secure base）』を必要とし、乳幼児の不安の多くは養育者との安全な愛着がないために起こることを指摘した。これらの研究は精神分析家のルネ・スピッツや発達心理学者のメアリー・エインスワースらに影響を与え、後に『愛着理論』と呼ばれる発達理論を形成した。
心理学 - 動物行動学からの発展 及び
愛着理論 - 動物行動学（エソロジー）も参照。

### 日本における展開
古くは日本の精神科医である島崎敏樹が動物行動学を学び、精神病者の人間学的理解に活用した。1970年代には、精神科医の市橋秀夫が精神病患者に見られる対人距離の特異性を行動生物学的視点から説明し、空間の精神病理として研究を行った。2000年以降では、精神科医の岡田尊司がボウルビィやエインスワースの愛着理論をまとめ、こころの安全基地を持つ事が病める人々の前進する鍵となることを説いている。動物行動学を礎とし、ボウルビィやエインスワースによって地歩を固め発展してきた愛着理論は、現代において人間理解に欠かせない要素となっている。

## 関連人物
- チャールズ・ダーウィン
- ジャン・アンリ・ファーブル
- ジュリアン・ハクスリー
- ウィリアム・ジェームズ
- コンラート・ローレンツ
- ニコ・ティンバーゲン
- ロバート・ハインド
- ジョージ・ロマネス
- ジョン・B・ワトソン
- エドワード・ソーンダイク
- バラス・スキナー
- ジョン・ボウルビィ
- ルネ・スピッツ
- メアリー・エインスワース

### 組織・組織関連物
- 日本獣医動物行動研究会（Japanese Veterinary Society of Animal Behavior）
- 動物行動研究協会（英語版）（略称:ASAB）
- Animal Behaviour（英語版） - ASABによる学会誌